# Perdiendo el juicio
Perdiendo el juicio es una serie de televisión española de drama legal creada y escrita por Susana López Rubio, Javier Holgado y Jaime Olías para Antena 3 y Atresplayer. Está producida por Boomerang TV y protagonizada por Elena Rivera. Se estrenó en Atresplayer el 23 de marzo de 2025.

## Reparto

### Reparto principal
- Elena Rivera como Amanda Torres Holgado
- Manu Baqueiro como Gabriel Ochoa
- Miquel Fernández como César Castillo Lima
- Lucía Caraballo como Bárbara "Barbie"
- Daniel Ibáñez como Bosco Ballesteros
- Alfonso Lara como Rafael "Rafa"
- Dafne Fernández como Sara Fuentes
- Carol Rovira como Daniela Torres Holgado
- Eloy Azorín como Jaime Ortiz (Episodio 1 - Episodio 2; Episodio 6 - Episodio 7; Episodio 9 - Episodio 10)

Con la colaboración especial de
- María León como Carlota (Episodio 2 - Episodio 10)

### Reparto secundario
- Silvia Marty como Itziar (Episodio 1; Episodio 4 - Episodio 5; Episodio 7; Episodio 10)
- Federico Aguado como Arturo (Episodio 1 - Episodio 4; Episodio 6; Episodio 9 - Episodio 10)
- Lola Baldrich como Manuela Leal (Episodio 2; Episodio 5 - Episodio 7)
- Miguel Pasanau como Federico (Episodio 2 - Episodio 9)
- Carlos Olalla como Tomás Fuentes (Episodio 8 - Episodio 10)
- José Sospedra como Yago (Episodio 8 - Episodio 10)

#### y con
- María Pujalte como Paloma Martín (Episodio 1; Episodio 6 - Episodio 10)

### Reparto episódico
- Clara Garrido como Paola Vicuña (Episodio 1)
- Antonio Garrido como Marcos Pagudo (Episodio 2; Episodio 7)
- Lorea Carballo como Cristina "Cris" (Episodio 2)
- Jesús Noguero como Alberto Rodríguez Martín "Teo Duque" (Episodio 3)
- Luis Bermejo como Fermín Romero (Episodio 4)
- Juanlu González como Emilio (Episodio 5)
- Luis G. Gámez como Félix (Episodio 5)
- Pau Cólera como Joan Martorell (Episodio 6)
- Jorge Kent como Iñaki Aristegui (Episodio 6)
- Óscar de la Fuente como Jorge (Episodio 7)
- Secun de la Rosa como Miguel Rebollo (Episodio 7)
- Estrella Olariaga como Cristina Rebollo (Episodio 7)
- Aixa Villagrán como Julia Gálvez (Episodio 8)
- Fele Martínez como Héctor Asensio (Episodio 8)
- Jaime Zatarain como Ricardo Vidal Suñer (Episodio 8)
- Cinta Ramírez como Lucía (Episodio 9)
- Carlos Scholz como Maxi (Episodio 9)
- Jorge Usón como José Luis Gomariz (Episodio 10)

#### Con la colaboración especial de
- Petra Martínez como Susana (Episodio 5)

## Episodios
| N.º | Título        | Dirigido por   | Escrito por                                              | Fecha de estreno en Antena 3 | Fecha de preestreno en Atresplayer | Audiencia en Antena 3 |
| --- | ------------- | -------------- | -------------------------------------------------------- | ---------------------------- | ---------------------------------- | --------------------- |
| 1   | «Capítulo 1»  | María Togores  | Javier Holgado Vicente, Susana López Rubio y Jaime Olías | —                            | 23 de marzo de 2025                | —                     |
| 2   | «Capítulo 2»  | Pablo Guerrero | Javier Holgado Vicente, Susana López Rubio y Jaime Olías | —                            | 30 de marzo de 2025                | —                     |
| 3   | «Capítulo 3»  | María Togores  | Javier Holgado Vicente, Susana López Rubio y Jaime Olías | —                            | 6 de abril de 2025                 | —                     |
| 4   | «Capítulo 4»  | Pablo Guerrero | Javier Holgado Vicente, Susana López Rubio y Jaime Olías | —                            | 13 de abril de 2025                | —                     |
| 5   | «Capítulo 5»  | Humberto Miró  | Javier Holgado Vicente, Susana López Rubio y Jaime Olías | —                            | 20 de abril de 2025                | —                     |
| 6   | «Capítulo 6»  | Jaime Olías    | Javier Holgado Vicente, Susana López Rubio y Jaime Olías | —                            | 27 de abril de 2025                | —                     |
| 7   | «Capítulo 7»  | Pablo Guerrero | Javier Holgado Vicente, Susana López Rubio y Jaime Olías | —                            | 4 de mayo de 2025                  | —                     |
| 8   | «Capítulo 8»  | María Togores  | Javier Holgado Vicente, Susana López Rubio y Jaime Olías | —                            | 11 de mayo de 2025                 | —                     |
| 9   | «Capítulo 9»  | Pablo Guerrero | Javier Holgado Vicente, Susana López Rubio y Jaime Olías | —                            | 18 de mayo de 2025                 | —                     |
| 10  | «Capítulo 10» | María Togores  | Javier Holgado Vicente, Susana López Rubio y Jaime Olías | —                            | 25 de mayo de 2025                 | —                     |

## Producción
El 15 de julio de 2024, Atresmedia Televisión y Boomerang TV anunciaron que estaban desarrollando una serie de drama legal, Perdiendo el juicio, junto a parte del equipo de Alba, incluyendo a dos de sus guionistas, Susana López Rubio y Javier Holgado. Elena Rivera, quien también protagonizó Alba, fue anunciada como la actriz protagonista del proyecto. En septiembre de 2024, Atresmedia anunció que el rodaje de la serie había comenzado, y que su reparto completo estaría formado por Manu Baqueiro, Miquel Fernández, Lucía Caraballo, Daniel Ibáñez, Alfonso Lara, Carol Rovira y Dafne Fernández. En diciembre de 2024, se anunció que el rodaje de la serie había concluido.

## Lanzamiento y marketing
En diciembre de 2024, coincidiendo con el final del rodaje de la serie, Atresmedia Televisión lanzó las primeras imágenes de Perdiendo el juicio. El 7 de enero de 2025, Atresplayer lanzó el póster de la serie y programó su estreno en su plataforma para el 23 de marzo de 2025.